# アサマヒゴタイ
アサマヒゴタイ（浅間平江帯、学名：Saussurea savatieri）は、キク科トウヒレン属の多年草。別名、キントキヒゴタイ、センゴクヒゴタイ、アベトウヒレン。

## 特徴
茎は直立し、高さは30-90cmになり、花時には根出葉は存在しない。葉は互生し、茎の下部につく葉は草質で、葉身は卵形、またはしばしばほこ形になり、長さ9-11cm、幅8cm、先は鋭尖頭、基部は切形から心形、縁に粗い鋸歯がある。葉柄は長さ6-11cmになり、広い翼がある。
花期は9-10月。頭状花序は散房状または総状に2-7個がまばらにつくか、まれに単生し、頭花の径は2cmになる。総苞は緑色で、長さ13-15mm、径6-10mmになる筒形で、くも毛がある。総苞片は8-9列、ときに10列あり、総苞外片は狭卵形になり長さ3.5mm、総苞中片とともに先端が開出する。頭花は筒状花のみからなる。

## 分布と生育環境
日本固有種。本州（東北地方南部・関東地方・東海地方東部の太平洋側地域）に分布し、山地帯の夏緑林の林内や林縁に生育する。
同属のセンダイトウヒレンは、東北地方の太平洋側地域に分布し、総苞は鐘形になる。

## 分類
本種は、1981年刊行の『日本の野生植物 草本III 合弁花類』（平凡社）では、北村四郎によって、分類上の基本種であるオオダイトウヒレン – Saussurea nipponica Miq. subsp. nipponicaの亜種 - S. nipponica Miq. subsp. savatieri Kitam. として取り扱われた。これは、それまでセンダイトウヒレンなど、独立種とされていたものを単一の種としてまとめたものである。しかし、その後の研究の結果、広義のオオダイトウヒレンは複数の種からなるとみなす方が妥当であるとして、2017年刊行の『改訂新版 日本の野生植物 5』（平凡社）では、門田裕一によって、独立種として扱われた。2011年刊行の『日本の固有植物』、2013年刊行の『山溪ハンディ図鑑2 山に咲く花（増補改訂新版）』でも独立種とされている。

## ギャラリー

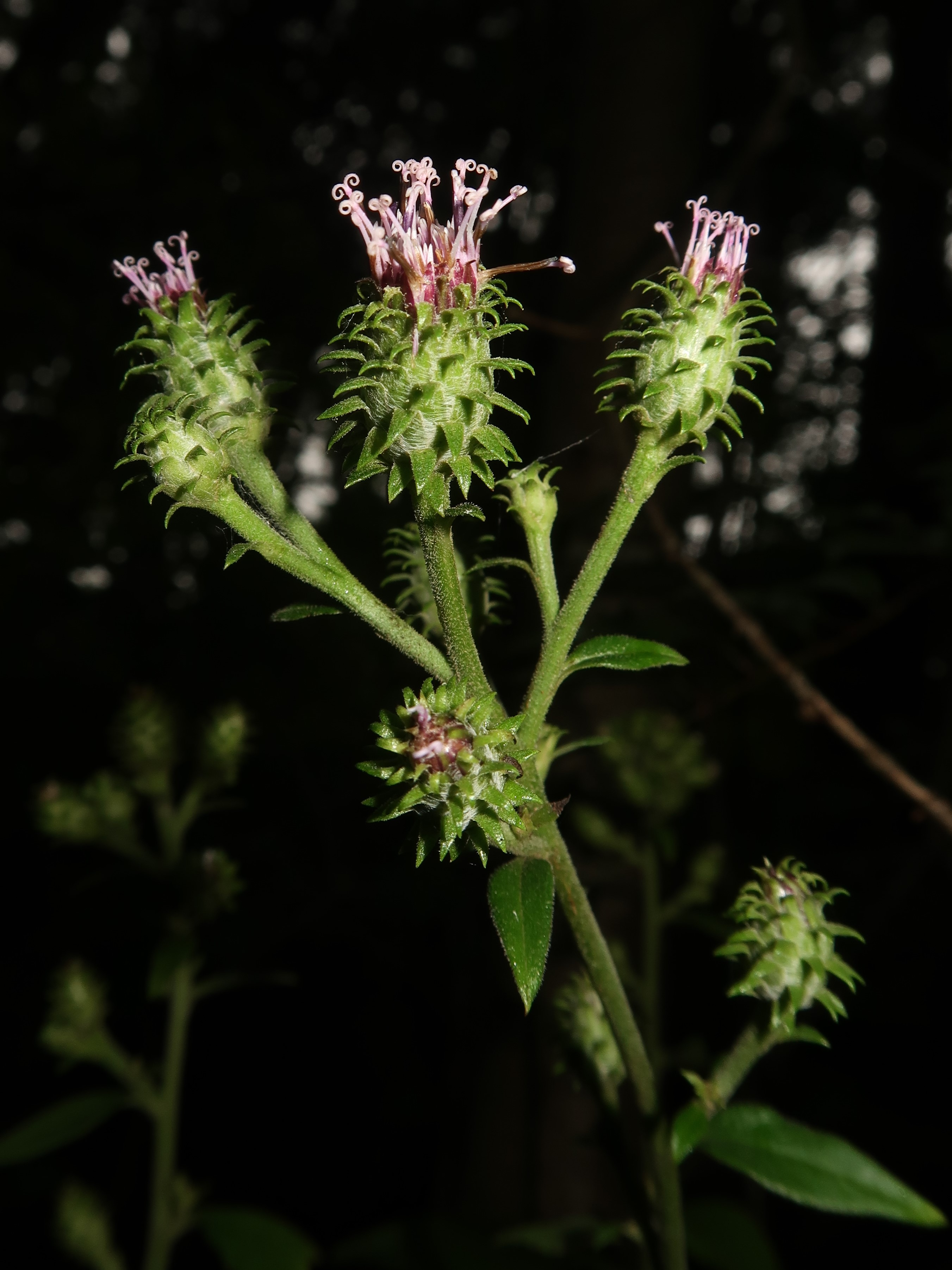
総苞は緑色で筒形、総苞片は狭卵形で細く、先端は伸びて開出する。くも毛がある。
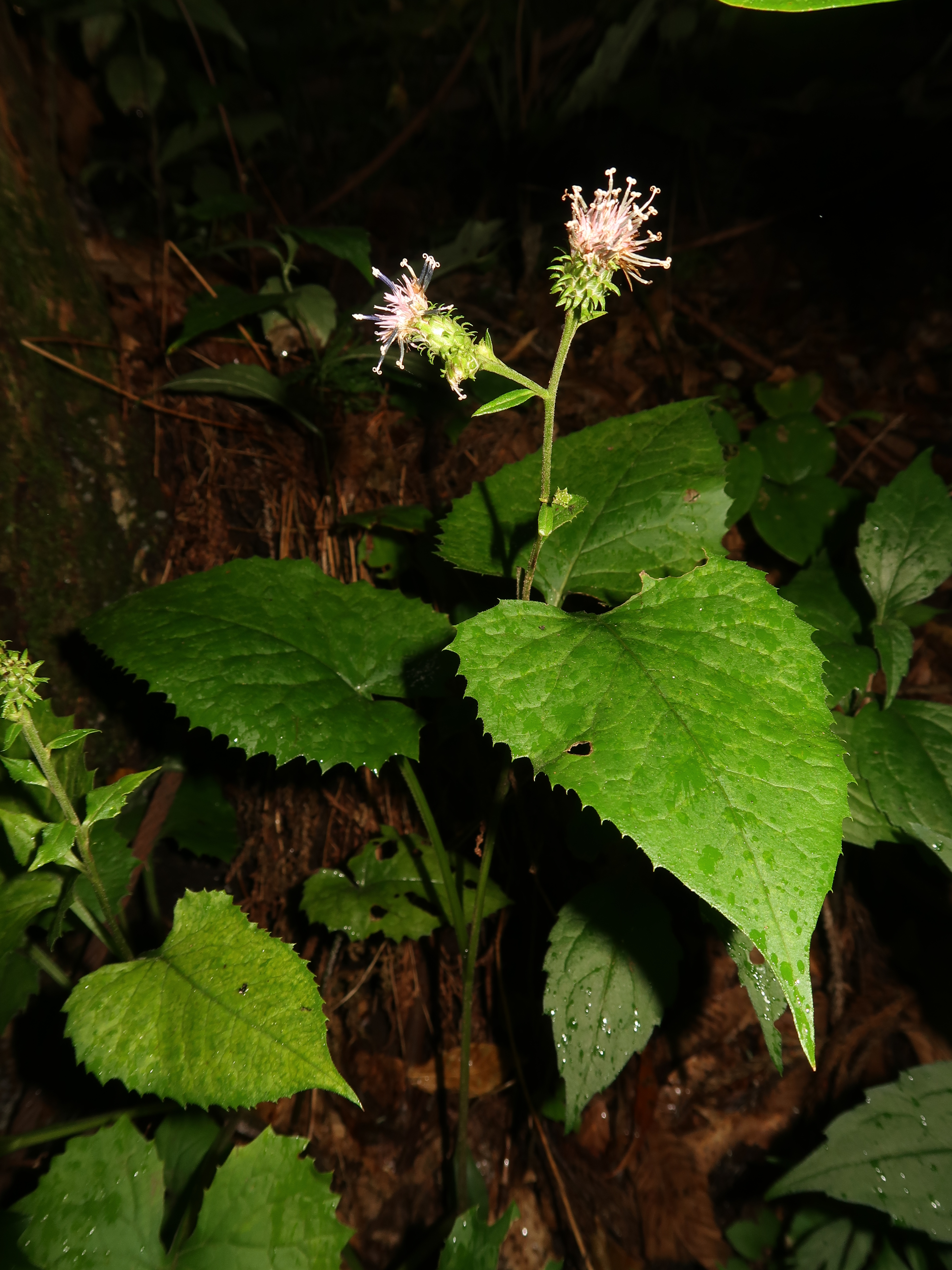
葉。葉柄に広い翼がある。